# The Pretty Reckless
The Pretty Reckless — рок-группа из Нью-Йорка, возглавляемая Тейлор Момсен.
Дебютный альбом группы, Light Me Up, был издан 30 августа 2010 года. Первый сингл «Make Me Wanna Die» вышел 13 мая 2010 года и занял первое место в UK Rock Chart. Релиз второго альбома, Going to Hell, состоялся 18 марта 2014 года, третьего — Who You Selling For — 21 октября 2016 года, четвёртого — Death by Rock and Roll — 12 февраля 2021 года.

## История группы
Группа образовалась в октябре 2008 года. Изначально названием группы должно было стать The Reckless, но его сменили на The Pretty Reckless из-за проблем с авторским правом на название. В первый состав входили Джон Секоло, Мэтт Чиарелли и Ник Карбон. В начале 2009 года The Pretty Reckless выпустили несколько демозаписей и выступали на разогреве у The Veronicas. 4 июня 2009 года Момсен решила расстаться с членами группы из-за несовпадения в музыкальных вкусах и пригласила новых музыкантов.
Группа подписала контракт с лейблом Interscope Records и выпустила дебютный альбом 30 августа 2010 года. В одном из интервью Момсен заявила, что стиль группы будет «неожиданным», с тяжёлым звучанием, но одновременно с забавными и лёгкими чертами; на него повлияли такие группы как Marilyn Manson, The Beatles, Oasis и Nirvana; лично на Момсен оказали влияние Мэрилин Мэнсон, Курт Кобейн и Джоан Джетт.
30 декабря 2009 года группа выпустила песню «Make Me Wanna Die», которая была доступна для свободного скачивания в течение некоторого времени на странице группы на сайте Interscope Records. Песня вошла в саундтрек к фильму Пипец и стала первым официальным синглом группы. «Make Me Wanna Die» достиг первого места в чарте UK Rock Chart и занимал его 6 недель.
Первый EP группы вышел 22 июня 2010. Большинству критиков понравилась музыка, хотя журнал Rolling Stone назвал их звучание «обычным». В EP The Pretty Reckless вошло 4 композиции, 3 из которых далее вошли в альбом: «Make Me Wanna Die», «My Medicine» и «Goin' Down».
Альбом Light Me Up вышел 30 августа 2010 года в Великобритании и 31 августа — в остальных странах. Вторым синглом стала композиция «Miss Nothing».
18 марта 2014 года вышел альбом Going To Hell. Релиз третьего студийного альбома Who You Selling For состоялся 21 октября 2016 года.
12 февраля 2021 года вышел четвёртый студийный альбом — Death by Rock and Roll.

## Дискография

### Студийные альбомы
- Light Me Up (2010)
- Going To Hell (2014)
- Who You Selling For (2016)
- Death by Rock and Roll (2021)

## Состав
Текущий состав
- Тейлор Момсен — ведущий вокал, ритм-гитара (2009-настоящее)
- Бен Филлипс — соло-гитара, бэк-вокал (2010-настоящее)
- Марк Деймон — бас (2010-настоящее)
- Джейми Перкинс — ударные (2010-настоящее)

Бывшие участники
- Ник Карбоне — ударные (2009—2010)
- Мэтт Чиарелли — бас (2009—2010)
- Джон Секоло — соло-гитара (2009—2010)

Временная шкала

## Награды и номинации
| Год  | Церемония                | Категория       | Работа        | Результат |
| ---- | ------------------------ | --------------- | ------------- | --------- |
| 2010 | Virgin Media Music Award | Лучшая группа   | н/д           | Номинация |
| 2010 | Virgin Media Music Award | Лучший дебют    | н/д           | Номинация |
| 2012 | Revolver                 | Композиция года | «Kill Me»     | Номинация |
| 2014 | Kerrang! Awards          | Горячая женщина | Тейлор Момсен | Победа    |